# Juchique de Ferrer (municipalité)
La municipalité de Juchique de Ferrer est l'une des 212 municipalités de l'État de Veracruz, et est située dans la partie centrale de cet État. Située légèrement à l'ouest du golfe du Mexique, elle fait partie du bassin versant du fleuve côtier Río Juchique, et se trouve sur les piémonts du massif de la Sierra de Chiconquiaco, prolongement oriental de la Sierra Madre orientale. Son chef-lieu est la ville éponyme de Juchique de Ferrer. Elle dépend de la région administrative de Nautla, du nom du fleuve Río Nautla qui la traverse, et est une des 10 subdivisions administratives de l'État de Veracruz.

## Géographie
La municipalité de Juchique de Ferrer s'étend dans la partie supérieure du bassin versant du fleuve côtier Río Juchique, qui la traverse du sud au nord, formant brièvement sa limite sud-ouest, puis sa limite nord-ouest. Elle est également bordée au sud-est par un autre fleuve côtier, le Río Santa Ana. Assise sur les piémonts, puis les contreforts de la Sierra de Chiconquiaco, prolongement oriental de la Sierra Madre orientale, son altitude oscille entre 200 et 1900 mètres. Son chef-lieu, la ville éponyme de Juchique de Ferrer, se trouve partie occidentale de son territoire, à la confluence entre le Río Juchique et l'un de ses affluents. Son territoire couvre une superficie de 188,3 km2, et était peuplé en 2020 de 15 059 habitants, pour une densité de 80 habitants par km2.
Cette municipalité est limitrophe au nord de celle de Colipa, à l'ouest de celle de Yecuatla, au sud-ouest de celle de Chiconquiaco, au sud-est de celle de Alto Lucero de Gutiérrez Barrios, et au nord-est de celle de Vega de Alatorre.

## Composition et démographie
La municipalité était composée en 2020 de 112 localités, dont une seule était considérée comme urbaine, les autres étant rurales.
| Localité            | Population |
| ------------------- | ---------- |
| Juchique de Ferrer  | 2619       |
| Plan de las Hayas   | 2000       |
| Laguna de Farfán    | 855        |
| Santiago Xihuitlán  | 842        |
| Dos Arroyos         | 752        |
| Reste des localités | 7991       |
| Total population    | 15 059     |

En plus de l'espagnol, plusieurs langues amérindiennes sont parlées dans la municipalité, dont les principales sont par ordre d'importance : le nahuatl, le mixtèque et le totonaque.

## Histoire
En 1868, la localité de Juchique reçoit le statut de pueblo (petite ville), et prend le nom de Juchique de Ferrer, du nom du général Manuel A. Ferrer. Elle devint alors le chef-lieu de la nouvelle municipalité de Juchique, et dépendait auparavant de celle de Colipa.
En 1924, le chef-lieu de la municipalité est déplacé dans la localité de Santiago Xihuitlán. Juchique de Ferrer retrouve son statut de chef-lieu en 1937.

## Économie

### Agriculture et élevage
La superficie des parcelles semées représentait en 2019 une surface totale de 6501,3 hectares, parmi lesquels 4337,1 hectares étaient voués à la culture du caféier, 1406 hectares étaient voués à la culture du maïs, et 626,3 hectares étaient voués à celle d'une essence de palmier, le chamaedorea.
En 2020, la production de viande par tonnes comprenait 510,6 tonnes de viande bovine, 178 tonnes de viande porcine, 16,3 tonnes de viande ovine, 1,6 tonne de viande caprine, 62,4 tonnes de volailles, et 4,2 tonnes de dinde. La superficie vouée à l'élevage représentait alors 7191 hectares.